# Wereldbeker schaatsen 2015/2016 - Wereldbeker 5
De Wereldbeker schaatsen 2015/2016 Wereldbeker 5 was vijfde wedstrijd van het wereldbekerseizoen en vond plaats van 29 tot en met 31 januari 2016 in de Sørmarka Arena in Stavanger, Noorwegen.
Tijdens deze wedstrijd werden de meeste startbewijzen voor de wereldkampioenschappen schaatsen sprint 2016 (vier weken later in Seoel) en de wereldkampioenschappen schaatsen allround 2016 (vijf weken later in Berlijn) verdeeld op basis van een klassement over 500 en 1000 meter voor de sprinters, en op basis van de combinatie 1500 meter en 3000 of 5000 meter voor de allrounders. Dit klassementje telde voor de gelegenheid ook mee als een wereldbekerwedstrijd. Vanwege de functie als kwalificatietoernooi werden dit weekend alleen de klassieke afstanden verreden en waren er geen massastart, ploegenachtervolging en teamsprint.

## Tijdschema
| Datum               | Tijd (MET) | Onderdeel                                                         |
| ------------------- | ---------- | ----------------------------------------------------------------- |
| Vrijdag 29 januari  | 16:00      | 1e 500 m vrouwen 1e 500 m mannen 1e 1000 m vrouwen 1500 m mannen  |
| Zaterdag 30 januari | 14:30      | 2e 500 m vrouwen 1e 1000 m mannen 1500 m vrouwen 5000 m mannen    |
| Zondag 31 januari   | 14:30      | 2e 500 m mannen 2e 1000 m vrouwen 2e 1000 m mannen 3000 m vrouwen |

## Podia

### Mannen
| Wedstrijd          | Goud                       | Tijd       | Zilver                          | Tijd    | Brons                  | Tijd    |
| 1e 500 m           | Pavel Koelizjnikov Rusland | 34,71      | Roeslan Moerasjov Rusland       | 34,74   | Kai Verbij Nederland   | 34,87   |
| 2e 500 m           | Pavel Koelizjnikov Rusland | 34,52      | Roeslan Moerasjov Rusland       | 34,78   | Gilmore Junio Canada   | 34,86   |
| 1e 1000 m          | Pavel Koelizjnikov Rusland | 1.08,10    | Kjeld Nuis Nederland            | 1.08,12 | Denis Joeskov Rusland  | 1.08,72 |
| 2e 1000 m          | Pavel Koelizjnikov Rusland | 1.08,10    | Kjeld Nuis Nederland            | 1.08,13 | Thomas Krol Nederland  | 1.08,52 |
| 1500 m             | Denis Joeskov Rusland      | 1.44,94 BR | Bart Swings België              | 1.45,88 | Kjeld Nuis Nederland   | 1.46,11 |
| 5000 m             | Sven Kramer Nederland      | 6.15,71    | Jorrit Bergsma Nederland        | 6.17,59 | Ted-Jan Bloemen Canada | 6.18,05 |
| Sprintcombinatie   | Pavel Koelizjnikov Rusland | 68,570     | Kai Verbij Nederland            | 69,300  | Kjeld Nuis Nederland   | 69,340  |
| Allroundcombinatie | Bart Swings België         | 73,459     | Sverre Lunde Pedersen Noorwegen | 73,694  | Håvard Bøkko Noorwegen | 73,951  |

### Vrouwen
| Wedstrijd          | Goud                           | Tijd    | Zilver                         | Tijd    | Brons                      | Tijd    |
| 1e 500 m           | Zhang Hong China               | 37,82   | Yu Jing China                  | 37,93   | Jorien ter Mors Nederland  | 37,99   |
| 2e 500 m           | Yu Jing China                  | 37,63   | Zhang Hong China               | 37,82   | Heather McLean Canada      | 38,02   |
| 1e 1000 m          | Jorien ter Mors Nederland      | 1.14,52 | Brittany Bowe Verenigde Staten | 1.14,61 | Marrit Leenstra Nederland  | 1.15,59 |
| 2e 1000 m          | Brittany Bowe Verenigde Staten | 1.14,35 | Marrit Leenstra Nederland      | 1.15,22 | Vanessa Bittner Oostenrijk | 1.15,52 |
| 1500 m             | Martina Sáblíková Tsjechië     | 1.55,44 | Brittany Bowe Verenigde Staten | 1.55,47 | Marrit Leenstra Nederland  | 1.55,93 |
| 3000 m             | Martina Sáblíková Tsjechië     | 4.00,08 | Ireen Wüst Nederland           | 4.04,15 | Irene Schouten Nederland   | 4.05,51 |
| Sprintcombinatie   | Jorien ter Mors Nederland      | 75,250  | Brittany Bowe Verenigde Staten | 75,275  | Vanessa Bittner Oostenrijk | 75,760  |
| Allroundcombinatie | Martina Sáblíková Tsjechië     | 78,493  | Ireen Wüst Nederland           | 79,387  | Linda de Vries Nederland   | 79,400  |